# Smilodon populator
Smilodon populator – wymarły gatunek ssaka drapieżnego z rodziny kotowatych z plejstocenu, należący do wymarłej podrodziny Machairodontidae. 
Największy z opisanych smilodonów. Pojawił się około 1 miliona lat temu w Ameryce Północnej, gdzie zajmował w późnym plejstocenie niszę głównego drapieżnika. Po połączeniu obu kontynentów amerykańskich, zasiedlił tereny Ameryki Południowej. Doskonale zachowane szczątki tego kota znaleziono w wielu rejonach Ameryce Południowej. Masa ciała wynosiła 220–360 kg, szczególnie duże samce mogły przekraczać 400 kg. Zwierzę mogło osiągać wysokość do 1,2 m w kłębie, czyli osiągało rozmiary większe od współczesnego afrykańskiego lwa. Istnieją liczne przesłanki na temat trybu życia tych kotów: przypuszcza się m.in. że podobnie jak współczesne lwy żyły w stadach. Dowodem na to mogą być szczątki wielu osobników w jednym miejscu, co sugeruje możliwość istnienia u nich zachowań społecznych. Zaleczone złamania na niektórych kościach pozwalają sugerować, że ranne osobniki były karmione przez resztę grupy.
Znaleziono kości gnykowe smilodonów, co udowadnia, że zdolne były do wydawania ryków podobnie jak dzisiejsze wielkie kotowate. Jeżeli przesłanki, sugerujące stadny tryb życia smilodonów okazałyby się prawdziwe, drapieżniki te mogłyby atakować nawet bardzo duże ssaki. Wyginął 10 tys. lat temu.